# Nội soi huỳnh quang

Một bài kiểm tra chụp X quang cản quang trên ống tiêu hóa được thực hiện qua soi huỳnh quang.

Nội soi huỳnh quang (Tiếng Anh: Fluoroscopy, /flʊəˈrɒskəpi/) là một kỹ thuật hình ảnh sử dụng tia X để thu được hình ảnh chuyển động theo thời gian thực của phần bên trong của vật thể. Trong ứng dụng chính của hình ảnh y khoa, huỳnh quang nghiệm (fluoroscope, /ˈflʊərəskoʊp/) cho phép một bác sĩ nhìn thấy cấu trúc bên trong và chức năng của bệnh nhân, để hành động bơm của tim hoặc chuyển động của nuốt, ví dụ, có thể được xem. Điều này hữu ích cho cả chẩn đoán và điều trị và xảy ra trong X quang nói chung, X quang can thiệp và ngoại khoa theo hướng dẫn bằng hình ảnh. Ở dạng đơn giản nhất, đèn huỳnh quang bao gồm màn hình nguồn tia X và màn hình huỳnh quang, giữa bệnh nhân được đặt. Tuy nhiên, từ những năm 1950, hầu hết các đèn huỳnh quang đều có máy tăng cường hình ảnh tia X và máy ảnh cũng vậy, để cải thiện khả năng hiển thị của hình ảnh và làm cho nó có sẵn trên màn hình hiển thị từ xa. Trong nhiều thập kỷ, huỳnh quang có xu hướng tạo ra những bức ảnh sống không được ghi lại, nhưng từ những năm 1960, khi công nghệ được cải thiện, việc ghi và phát lại đã trở thành chuẩn mực.